# Alenka Sottler
Alenka Sottler, slovenska akademska slikarka in ilustratorka, * 24. oktober 1958, Ljubljana.

## Življenje in delo
Rodila se je v umetniški družini v Ljubljani. Njen oče kipar Gorazd Sotler jo je navdušil za umetnost. Ustvarjalno pot je začela po končani srednji oblikovalski šoli v Ljubljani. Študirala je na Akademiji za likovno umetnost in oblikovanje v Ljubljani in zaključila podiplomsko specializacijo iz slikarstva. Sprva je samo slikala, leta 1986 je začela ustvarjati ilustracije za revijo Kekec in se odtlej posvečala predvsem tej izrazni tehniki. Živi in dela v Ljubljani kot svobodna ustvarjalka na področju ilustriranja. Ustvarja v ateljeju v domači hiši na Kodeljevem in razstavlja samostojno in skupinsko. Je članica Združenja ilustratorjev v New Yorku. 
Skoraj tri leta je ustvarjala ilustracije za nov prevod Bambija (The Original Bambi: The Story of a Life in the Forest), ki je februarja 2022 izšel v ZDA.

## Nagrade
- 1981 Prešernova nagrada za študente, Ljubljana, Slovenija
- 1993 plaketa Hinko Smrekar na 1. bienalu slovenske ilustracije, Ljubljana, Slovenija
- 1999 Grand prix otroške žirije »TrojIistok« za najlepše ilustracije, Mednarodni bienale otroške ilustracije BIB, Slovaška, Bratislava
- 2001 nagrada za odličnost (Award of exellence) – BEIJ’01 Japan (Bienale evropske ilustracije), Japonska
- 2002 priznanje Hinka Smrekarja na 5. bienalu slovenske ilustracije, Ljubljana, Slovenija
- 2005 nagrada za odličnost (Award for Excellence) za selekcijo na razstavo The Emperors’s New Illustrations, Bolonjski knjižni sejem, Italija
- 2005 diploma kakovosti (Certificate of Merit) za selekcijo na 47th Annual Exhibition ZDA, New York
- 2006 diploma kakovosti (Certificate of Merit) za selekcijo na 48th Annual Exhibition, ZDA, New York
- 2006 nagrada Hinka Smrekarja, prva nagrada na 7. bienalu slovenske ilustracije, Ljubljana, Slovenija
- 2006 1. nagrada za Najlepšo slovensko knjigo (skupaj z Mašo Kozjek) za oblikovanje v kategoriji knjige za otroke in mladino – za Pepelko na 22. knjižnem sejmu, Ljubljana, Slovenija
- 2007 Levstikova nagrada, založba MK, Ljubljana, Slovenija
- 2007 diploma kakovosti (Certificate of Merit) za selekcijo na 49th Annual Exhibition, ZDA, New York
- 2007 zlato jabolko, BIB Bratislava − Bienale ilustracije, Slovaška, Bratislava
- 2008 častni certifikat (Certificate of Honour) za ilustracije Pepelke – IBBY častna lista, Danska
- 2008 nagrada za odličnost (Award of Excellence), razstava ilustracij na bolonjskem knjižnem sejmu, Italija, Bologna
- 2008 plaketa Hinka Smrekarja, 8. bienale slovenske ilustracije, Ljubljana, Slovenija
- 2010 Grand prix, 3. hrvaški bienale ilustracije, Zagreb, Hrvaška
- 2010 Merit, 3x3 Magazine, mednarodna profesionalna razstava, New York, ZDA
- 2010 priznanje Hinka Smrekarja na 9. bienalu slovenske ilustracije, Ljubljana, Slovenija
- 2010 nominacija za Spominsko plaketo Astrid Lindgren (The Astrid Lindgren Memorial Award), Stockholm, Švedska
- 2011 Bele Vrane (The White Ravens) za knjigo Cesar in roža, Internationale Jugendbibliothek München, Nemčija
- 2011 “Getting Inside The Outsider”, Finalistka ilustratorskega predstavitvenega tekmovanja Hiše ilustracij in založbe The Folio Society, London, Velika Britanija
- 2012 Priznanje za odličnost na 9. profesionalni ilustratorski razstavi, 3x3 The Magazine of Contemporary llustration, New York, ZDA
- 2012 nominacija za nagrado Hansa Christiana Andersena, Danska
- 2013 nagrada Prešernovega sklada, Republika Slovenija, Ljubljana, Slovenija
- 2014 nominacija za nagrado Hansa Christiana Andersena, Mexico City, Mehika
- 2016 zlata medalja Združenja ilustratorjev v New Yorku, ZDA
- 2021 Levstikova nagrada za življenjsko delo, založba MK, Ljubljana, Slovenija

## Pomembnejše samostojne razstave
- 1985 Ljubljana, Bežigrajska galerija 1, razstava slik
- 1986 Makedonija, Galerija Doma mladih Skopje, razstava slik / Bosna, Galerija Doma mladih Sarajevo, razstava slik
- 1987 Ribnica, Galerija Petek, razstava slik / Ljubljana, Galerija DSLU, razstava slik
- 1990 Italija, Trst, Galerija TG, razstava slik
- 2000 Maribor, Galerija Rotovž, razstava ilustracij
- 2006 ZDA, New York, Generalni konzulat Slovenije, razstava ilustracij
- 2006 ZDA, Washington, Veleposlaništvo Slovenije, razstava ilustracij
- 2006 Francija, Strasbourg, Galerie Nord-East, Razstava del na papirju
- 2008 Italija, Trst, knjigarna Tržaškega tiska, razstava ilustracij
- 2010 Ljubljana, Bežigrajska galerija, razstava ilustracij
- 2011 Bosna in Hercegovina, Tuzla, Mednarodna galerija portretov, razstava ilustracij / Zagreb, Galerija Klovičevi dvori, razstava ilustracij

## Izbor ilustriranih knjig
- 2004 Bernhard Lins, Willi wunscht sich einen Bruder/Nicolo desidera un fratello, Bohem press, Zürich, Švica
- 2004 Svetovne pravljice, izbor Jana Unuk, Nova revija, Ljubljana
- 2006 Brata Grimm, Pepelka, Mladinska knjiga, Ljubljana
- 2007 Andrej Brvar, Tri pesnitve, Študentska založba Litera, Maribor
- 2008 Svetlana Makarovič, Svetlanine pravljice, založba Miš, Ljubljana
- 2009 Niko Grafenauer, Alenka Sottler, Prividi, založba Nova revija, Ljubljana
- 2009 Luigi dal Cin, Echi d’Oceano: Pravljice iz Oceanije (skupaj z 10. ilustratorji), Fanco Cosimo Panini, Modena, Italija
- 2011 Lela B. Njatin, Zakaj je babica jezna, Center za slovensko književnost, Ljubljana
- 2012 Alenka Sottler, Dobro jutro (avtorska knjiga), neobjavljena
- 2012 Albert Camus, Tujec, Mladinska knjiga, Ljubljana
- 2013 Bina Štampe Žmavc, Tri pravljice, Mladinska knjiga Ljubljana
- 2014 Mateja Blaznik, Ljubim tvoj medeni srh, samozaložba, Žirovnica